# Meteoríticas

## Origem do nome
Meteorítica é a ciência que lida com meteoritos e outros materiais extraterrestres que ajudam nosso conhecimento da origem e da história do sistema solar.

## O grupo
As Meteoríticas são cientistas brasileiras que estudam e caçam meteoritos. O grupo foi formado em 2017 e é composto por Maria Elizabeth Zucolotto, astrônoma e curadora de meteoritos do Museu Nacional/UFRJ, Diana Andrade, astroquímica, professora e vice-diretora do Observatório do Valongo/UFRJ, Amanda Tosi, química, doutora em Geologia da UFRJ e técnica no Laboratório de Microssonda Eletrônica.
Além de desenvolver pesquisas na área da Astronomia, realizam divulgação científica promovendo palestras e bate-papos. 
O grupo Meteoríticas, em sua maioria, é formado por mulheres que saem de seus laboratórios e se aventuram por diversas regiões do Brasil e do mundo em busca de meteoritos para suas pesquisas. Elas são pioneiras, e contam com o apoio da Agência do Ministério da Ciência, Tecnologia e Inovações que apoia pesquisadores e projetos científicos no Brasil, o Conselho Nacional de Desenvolvimento Científico e Tecnológico/CNPQ. Com isso, visitam todas as regiões do Brasil. Devem passar por, em média, 75 cidades com o projeto “Meteoritos Pé na Estrada”
O nome do grupo surgiu quando Maria Elizabeth Zucolotto foi a campo, junto com as "marinheiras de primeira viagem" Amanda Tosi e Diana Andrade, quando caiu um meteorito na Bahia, no segundo semestre de 2017.
Na longa viagem que fizeram, as pesquisadoras criaram um grupo de trabalho para encontrar as "pedras que caem do céu", atuando em todas as etapas da pesquisa, desde o trabalho de campo, passando pelo estudo em laboratório, e, sobretudo, na divulgação dessa ciência.